# Franz Hoffmann (Komponist)
Franz Hoffmann (* 6. Jänner 1872 in Pilsen; † 1946) war ein österreichischer Militärkapellmeister und Komponist.

## Leben
Franz Hoffmann erhielt bereits im Alter von acht Jahren den ersten Musikunterricht an der Violine. Nach dem Besuch des Realgymnasiums trat er der Militärmusik des Infanterie-Regiments Nr. 34 bei und wurde dort auch Tambourmajor. Ab 1895 studierte er am Wiener Konservatorium, bevor er als Musiker beim Infanterie-Regiment Nr. 68 und beim 3. Käiserjäger-Regiment wirkte. Von 1901 bis 1918 war Hoffmann Kapellmeister der Militärmusik des Ungarischen Infanterie-Regiments Nr. 5 in Erlau.

## Werke
Hoffmann schuf wohl über 160 Kompositionen, von denen heute allerdings nur mehr ein kleiner Teil bekannt ist. In der Zwischenkriegszeit stand er mit Johann Kliment in Kontakt, in dessen Musikverlag einige seiner Werke erschienen.
- Causerie op. 36
- Waldeszauber, Idylle für zwei Solo-Flügelhörner op. 126
- Fekete, Marsch für Militärmusik op. 136[1]
- Trybuchovce, Marsch op. 137[1]
- Das letzte Geläute, Trauermarsch op. 156
- Lebe wohl, Trauermarsch op. 157
- Mit frohem Mut, Marsch op. 160
- Rumänischer Tanz op. 161a
- Ungarischer Tanz op. 161b
- Slawischer Tanz op. 161c
- Für die Kleinen op. 178
- Wildwest, symphonisches Intermezzo
- Stets munter, Marsch (auch als 5er Regimentsmarsch bekannt)
- Klobučar-Marsch
- Die Stadt der Lieder für Zither
- Zur guten Stunde für Zither

## Aufnahmen (Auswahl)
- Das große Hoch- und Deutschmeister-Album (Intercord, 28 993-4 Z), Original Hoch- und Deutschmeister, Julius Herrmann (Dirigent) – Stets munter